# Seiji Ozawa
Seiji Ozawa (en japonés: 小澤 征爾 Ozawa Seiji; Hoten (Shenyang), Manchuria (Manchukuo), 1 de septiembre de 1935-Tokio, 6 de febrero de 2024) fue un director de orquesta japonés. Fue particularmente conocido por sus versiones de obras postrománticas para gran orquesta.

## Biografía

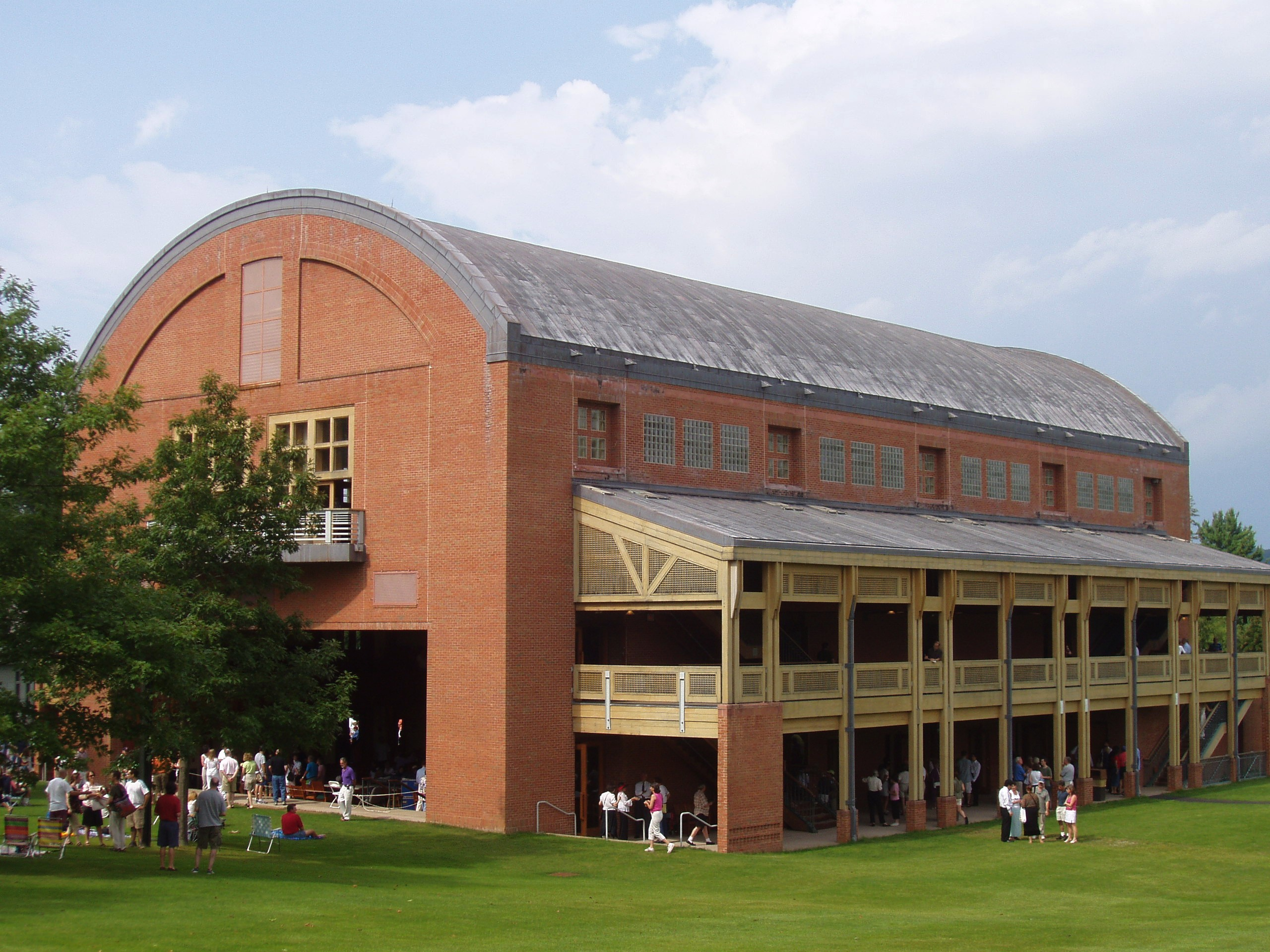
Seiji Ozawa Hall (exterior), en Tanglewood, Lenox, Massachusetts

Estudió en la Escuela de Música Toho Gakuen en Tokio graduándose en 1959 antes de viajar a Europa para continuar sus estudios. En 1959, ganó el Primer Premio en el famoso Concurso Internacional de Jóvenes Directores de Orquesta de Besanzón. Charles Munch llevó finalmente a Ozawa a los Estados Unidos para que tomase lecciones en el Centro de Música de Berkshire (hoy Tanglewood). Ganó una beca para estudiar con Herbert von Karajan y la Orquesta Filarmónica de Berlín, y en 1961 fue nombrado director asistente de la Orquesta Filarmónica de Nueva York por Leonard Bernstein. Fue director musical de la Orquesta Sinfónica de Toronto entre 1965 y 1970, de la Orquesta Sinfónica de San Francisco entre 1969 y 1976, y de la Orquesta Sinfónica de Boston entre 1973 y 2002. Desde entonces y hasta 2010, fue director musical de la Ópera Estatal de Viena. El 1 de febrero de 2006, la Ópera Estatal de Viena anunció que Ozawa iba a cancelar todos sus contratos de 2006 debido a su enfermedad. Tal como se anunció, sufría una infección bronquial. Aparentemente, su visión fue afectada. Regresó al podio el 7 de agosto de 2006, en un clima variable, recibiendo generalmente críticas favorables.
Desde comienzos de 2010, a causa de una enfermedad, Osawa no pudo dirigir conciertos en público. A finales de ese año tuvo un concierto con la orquesta Saito Kinen, para a continuación retirarse de nuevo a recibir tratamiento. En 2013 retornó a su labor como director. El 1 de octubre de 2016, en el Suntori Hall de Tokio, dirigió con gran éxito a la Filarmónica de Viena en un concierto para conmemorar los 30 años de las giras de esta agrupación a la capital nipona.

## Características
Ozawa también ha apoyado la música del siglo XX, ofreciendo los estrenos de varias obras entre ellas San Francisco Polyphony de György Ligeti y la ópera Saint François d'Assise de Olivier Messiaen en 1983.
En 2002, dirigió el Concierto de Año Nuevo de Viena, al frente de la Orquesta Filarmónica de Viena.
Ozawa era notable por poseer una especie de memoria fotográfica, gracias a la cual es capaz de memorizar las partituras de obras inmensas como las sinfonías de Gustav Mahler.[cita requerida]
Se hizo famoso no solo por su estilo de dirigir, sino por su atuendo: en ocasiones, cambiaba el traje tradicional (camisa almidonada, chaleco y corbata) por un jersey de cuello alto blanco.
Poseedor de un estilo de dirección muy heterodoxo, Ozawa se destacó como un director hábil, de gran ingenio y con un profundo conocimiento de las estructuras de las obras a ejecutar. Cuanto más grandes e imponentes son las masas sonoras y los colectivos empleados para su ejecución, más parecía estar en su elemento. En muchas ocasiones se ha criticado que su extenso repertorio se ha basado en una memoria prodigiosa para retener las partituras que ha provocado que algunas de sus lecturas sean superficiales y carentes de esencia musical. Con todo, el extenso y brillante período de Ozawa al frente de la Orquesta Sinfónica de Boston, cuyo tradicional repertorio afrancesado supo ampliar, le da derecho a ocupar uno de los más altos escalafones de la dirección orquestal de la segunda mitad del siglo XX.

## Premios
- 1976: Premio Primetime Emmy a la Mejor Dirección Musical
- 2015: Kennedy Center Honors
- 2016: Premio Grammy a la mejor grabación de ópera